# Nyihogo
Nyihogo è una circoscrizione urbana (urban ward) della Tanzania situata nel distretto urbano di Kahama, regione di Shinyanga. Conta una popolazione di 13 622 abitanti (censimento 2012).